# Francesc Boixet i Balaguer
Francesc Boixet i Balaguer (Lleida, 1626). Organista. Va ser admès com a organista de la seu de Lleida (9-IX-1572) amb un salari de 30 lliures, i nomenat per tal càrrec el 5 d'abril de 1582. El dia 2 de juny d'aquell mateix any va ser autoritzat per absentar-se durant sis mesos, substituint-lo a partir del 12 de maig de l'any següent T. Pocorull. El 27 de juny de 1605 el Cabildo el convocà, amb els músics Juan Bautista Comes i un altre de cognom Bort, perquè jutgessin la suficiència dels aspirants a MC. Va morir el 1626, oferint-li el 27 de novembre el Cabildo la vacant a Joan Albana.